# Пряный сироп
Пряный сироп — один из видов сиропа, который готовится с использованием молотого имбиря, молотой гвоздики, молотой корицы, лимонной кислоты, сахарного песка и воды. Существуют разновидности пряного сиропа, при которых дополнительно используются мед и вино, и иногда розовый перец.

## Приготовление

### Традиционный пряный сироп
Для приготовления сиропа нужно взять 100 мл воды, добавить 250 грамм сахарного песка и поставить смесь на огонь, варить до тех пор, пока сахар не растворится. Гвоздику, имбирь и корицу заливают 50 мл воды и настаивают полчаса. Затем процеживают, а полученный настой вливают в сахарный сироп, который кипит. Когда сироп сварится, в него добавляют 0,5 грамм лимонной кислоты.

### Медово-винный пряный сироп
Для приготовления этой разновидности пряного сиропа используют смесь из 400 грамм меда и 1 литра белого сухого вина. Ее подогревают на небольшом огне и доводят до кипения. Затем добавляют имбирь, фенхель, кардамон, черный перец, мускус, гвоздику, шафран. Смесь продолжают кипятить на небольшом огне, пока она не загустеет. Затем процеживают.

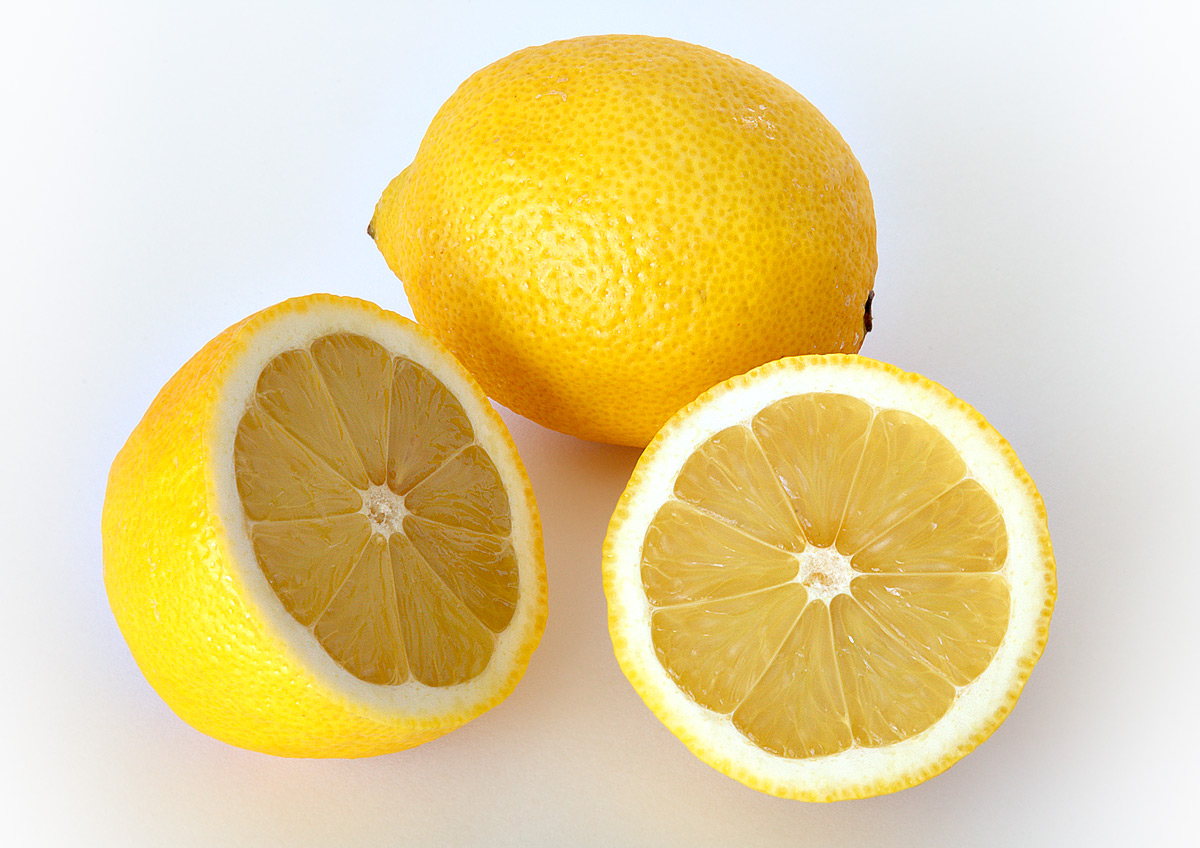
Цедра лимона нужна для приготовления пряного сиропа

### Пряный сироп с имбирем и медом
Цедру лимона нарезают тонкими полосками, а сам лимон разрезают пополам. Из одной его половины выжимают сок. В емкость помещают цедру лимона, корицу, гвоздику. Доливают воду. После доведения смеси до кипения, огонь нужно уменьшить и варить 2 минуты. После, добавить в сироп лимонный сок и сухофрукты. Охлажденное блюдо подают к столу.